# Міхале
Міхале (пол. Michale) — село в Польщі, у гміні Драгач Свецького повіту Куявсько-Поморського воєводства.
Населення — 725 осіб (2011).
У 1975-1998 роках село належало до Бидгощського воєводства.

## Демографія
Демографічна структура станом на 31 березня 2011 року:
|          | Загалом | Допрацездатний вік | Працездатний вік | Постпрацездатний вік |
| -------- | ------- | ------------------ | ---------------- | -------------------- |
| Чоловіки | 375     | 90                 | 248              | 37                   |
| Жінки    | 350     | 63                 | 220              | 67                   |
| Разом    | 725     | 153                | 468              | 104                  |